# 楊楷文
楊楷文（よう かいぶん、杨楷文、1997年1月28日-）は、中国の囲碁棋士。山東省済南市出身、中国囲棋協会所属、九段。春蘭杯優勝など。

## 経歴
幼時にピアノ、絵画などの習い事をさせられたが、囲碁で才能を発揮し、1年でアマチュア五段となる。囲碁の師を求めて、上海の方捷七段に学び、その後北京で聶衛平囲棋道場で学んだ。2008年に全国少年児童戦男子児童組で優勝。
2010年初段。2012年二段。2013年三段。2014年に衢州・爛柯杯ベスト8、四段。2015年Mlily夢百合杯世界囲碁オープン戦出場、全国智力運動会男子団体戦で湖北省チームで優勝。2015-17年に利民杯世界囲碁星鋭最強戦本戦出場、2017年五段、六段。2018年七段。2019年八段。
2021年九段、天元戦ベスト8。2022年威孚房開杯棋王戦準優勝、阿含・桐山杯ベスト4、大棋士戦挑戦者決定戦進出、これまでの成績により九段昇段。2023年名人戦挑戦者決定戦進出。2023年大棋士戦挑戦者となり、挑戦手合で丁浩を破って初タイトル獲得。2024-25春蘭杯では決勝で韓国の朴廷桓九段に2勝1敗で自身初の国際棋戦優勝
中国囲棋甲級リーグ戦では2014年に湖北省チームで出場、その後は武漢、江西チームなどで出場。中国棋士ランキングでは2022年17位。

### タイトル歴
- 春蘭杯 2024–25
- 湾区杯中国囲棋大棋士戦 2023年

### 他の成績
- 威孚房開杯棋王戦 2021年準優勝
- 全国智力運動会 2015年男子団体戦優勝
- 中国囲棋甲級リーグ戦
  - 2014年（湖北洪湖三民）6-5
  - 2015年（武漢三民）11-8
  - 2016年（武漢三民）4-8
  - 2017年（江西新晶鈦業）6-7
  - 2018年（江西四特酒）13-10
  - 2019年（江西四特酒）1-6
  - 2020年（江西金達莱環保）4-5、優勝
  - 2021年（江西金達莱環保）7-6
  - 2022年（江西金達莱環保）10-5
  - 2023年（神饌聶道囲棋）8-6

## 注
1. ↑  聂卫平围棋道场「冠军故事丨杨楷文：所有的成功背后，都是日复一日的坚持」2023.12.26
2. ↑  新浪体育「大棋士赛杨楷文过关晋升九段 将与芈昱廷争挑战权」2022.11.19